# Liste von Mautstraßen in Deutschland

Verkehrsschild für Mautstraßen

Die folgende Liste von Mautstraßen in Deutschland ist eine nicht-vollständige Zusammenstellung von Straßen, für deren Benutzung eine Maut zu begleichen ist. Auf Bundesfernstraßen (Bundesautobahnen und Bundesstraßen) gibt es infolge der generellen Lkw-Maut in Deutschland für Lastkraftwagen ab 3,5 Tonnen eine generelle Maut; diese Straßen sind im Folgenden nicht gesondert angeführt. Angeführt sind nur private und nicht-private Straßen, die für alle Kfz mautpflichtig sind.

## Liste (nach Bundesländern)

### Bayern
| Bezeichnung/Verlauf                                                                               | Länge    | Landkreis                                                              | Eröffnung | Eigentümer/Betreiber                                                                                          | Abbildung | Anmerkungen | Mautgebühr |
| ------------------------------------------------------------------------------------------------- | -------- | ---------------------------------------------------------------------- | --------- | --- | --------- | --- | --- |
| Enterrottachstraße: Rottach-Egern (Gemeindeteil Enterrottach) – Sutten – Valepp                   | ca. 8 km | Landkreis Miesbach                                                     |           | Gemeinde Rottach-Egern                                                                                        |           | im Winter gesperrt | Pkw bis Monialm 3,00 €, bis in die Valepp 6,00 €. Motorräder bis Monialm 2,00 € und bis zur Valepp 5,00 €                    |
| Mautstraße Wallgau: Vorderriss (TÖL 24) – Wallgau                                                 | 13 km    | Landkreis Garmisch-Partenkirchen und Landkreis Bad Tölz-Wolfratshausen |           | Bayerische Staatsforsten                                                                                      |           | 1 gedeckte Brücke; Landkarte mit Straßenverlauf; Gewichtsbeschränkung 4 Tonnen                                                     | PKW, Krafträder, Kleinbusse, Schlepper und Quad: 5 €; PKW mit Wohnwagen, Wohnmobile, LKW und Busse über acht Sitzplätze: 7 € |
| Mautstraße Jachenau – Einsiedl                                                                    | 12 km    | Landkreis Bad Tölz-Wolfratshausen                                      |           | Bayerische Staatsforsten                                                                                      |           | Landkarte mit Straßenverlauf | pro Auto für einen Tag 5 €                                                                                                   |
| Roßfeldhöhenringstraße (B999): Klaushöhe in Obersalzberg – Oberau                                 | 15,4 km  | Landkreis Berchtesgadener Land                                         | 1955      | Staatliches Bauamt Traunstein                                                                                 |           | Bundesprivatstraße 14 Brückenbauwerke                                                                                              | Motorrad 6 €; PKW 9,50 €; Bus 60 €                                                                                           |
| Tatzelwurmstraße: Brannenburg (Sudelfeldstraße 112) – Tatzelwurm–Pass                             | 7 km     | Landkreis Rosenheim                                                    | 1959      | Interessengemeinschaft Tatzelwurmstraße                                                                       |           | 20 t (Z. 262-20) 1 Tunnel (95 m)                                                                                                   | Auto 3 €; Motorrad 2 €; Moped 1 €                                                                                            |
| Winklmoosalmstraße: Reit im Winkl OT Seegatterl – Winklmoosalm                                    | 4,2 km   | Landkreis Traunstein                                                   |           | Gemeindeverwaltung Reit im Winkl                                                                              |           | 447 Höhenmeter z. T. personell besetzt / Kassenautomat; 6 Ausweichstellen                                                          | PKW 7 €; Motorrad 4 €; Bus 35 €                                                                                              |
| Krün (Ortsteil Klais) – Schloss Elmau                                                             | 6,5 km   | Landkreis Garmisch-Partenkirchen                                       |           | Straßengemeinschaft Klais-Elmau GbR (Gemeinde Krün, Bayerische Staatsforsten, Schloss Elmau, Hotel Kranzbach) |           | | |
| Wallberg-Panoramastraße: Rottach-Egern (Talstation Wallbergbahn) – Wallbergmoos (Gemeinde Kreuth) | 4 km     | Landkreis Miesbach                                                     | 1937      | Verkehrsverein Rottach-Egern e.V.                                                                             |           | Straße im Winter für KFZ gesperrt, da Teil der längsten Rodelbahn Deutschlands. Kassenautomat. Höchster Punkt: 1117 Meter Seehöhe. | |
| Zellsee (Gemeinde Wessobrunn) – Stillern (Gemeinde Raisting)                                      | 3 km     | Landkreis Weilheim-Schongau                                            | ca. 2011  | Gemeinde Wessobrunn                                                                                           |           | | 2 € pro Strecke oder Jahresabo (nur für Anwohner)                                                                            |

### Mecklenburg-Vorpommern
| Bezeichnung / Verlauf                      | Länge    | Landkreis | Eröffnung | Eigentümer/Betreiber                                                                     | Abbildung | Anmerkungen | Mautgebühr |
| ------------------------------------------ | -------- | --------- | --------- | ---------------------------------------------------------------------------------------- | --------- | ----------- | ---------- |
| Warnowtunnel: Schmarl – Krummendorf (B105) | 0,790 km | Rostock   | 2003      | Betreiber: Warnowquerung GmbH & CO. KG [Rostock]; Eigentümer: Bundesrepublik Deutschland |           |             |            |

### Schleswig-Holstein
| Bezeichnung / Verlauf      | Länge                                                      | Landkreis         | Eröffnung       | Eigentümer/Betreiber                                                                 | Abbildung | Anmerkungen                                                        | Mautgebühr |
| -------------------------- | ---------------------------------------------------------- | ----------------- | --------------- | ------------------------------------------------------------------------------------ | --------- | ------------------------------------------------------------------ | --- |
| Herrentunnel (B75)         | 866 m                                                      | Hansestadt Lübeck | 26. August 2005 | Betreiber: Herrentunnel Lübeck GmbH & Co. KG; Eigentümer: Bundesrepublik Deutschland |           |                                                                    | \| Klasse A \| Kfz, auch mit Anhänger, bis 1,30 m Höhe an der Vorderachse \| 2,30 € je Fahrt \| \| Klasse B \| Kfz über 1,30 m Höhe an der Vorderachse \| 4,30 € je Fahrt \| |
| Lister Ellenbogen auf Sylt | 5,52 km                                                    | Nordfriesland     |                 | In Privatbesitz einer Erbengemeinschaft                                              |           | Die Öffnungszeiten der Mautstelle sind wetter- und saisonabhängig. | PKW: 7 € |
| Klasse A                   | Kfz, auch mit Anhänger, bis 1,30 m Höhe an der Vorderachse | 2,30 € je Fahrt   |                 |                                                                                      |           |                                                                    | |
| Klasse B                   | Kfz über 1,30 m Höhe an der Vorderachse                    | 4,30 € je Fahrt   |                 |                                                                                      |           |                                                                    | |